# Siderotil
Siderotil je železov sulfatni mineral s kemijsko formulo Fe2+SO4·5H2O (železov sulfat pentahidrat), ki nastaja z dehidracijo melanterita. Železo je pogosto zamenjano z bakrom. Mineral  je običano vlaknat ali prašnat, včasih tudi igličast.
Siderotil je bil prvič nepopolno opisan leta 1891 po odkritju v idrijskem rudniku živega srebra in morda ni bil siderotil. Njegovo ime je sestavljeno iz grških besed σίδηρος, sideros, dob. »železo« in τίλος, tilos, dob. »vlakno«, ki se nanašata na njegovo kemijsko sestavo in vlaknato strukturo. 